# Liane Düsterhöft
Liane Düsterhöft (* 1936 in Berlin) ist eine deutsche Schauspielerin.

## Leben
Düsterhöft studierte von 1955 bis 1958 an der Hochschule für Schauspielerei Ernst Busch. Sie spricht etwas Englisch und beherrscht den Berliner Dialekt.
Sie hatte Auftritte am Orph-Theater in Berlin, am Theater Vorpommern, an der Landesbühne Rheinland-Pfalz und der Leipziger Pfeffermühle. Von 1978 bis 1996 baute sie das Theater unterm Dach in Berlin auf und leitete es auch.
Liane Düsterhöft hat in der Serie Das Haus Anubis die Rolle der Sarah Winsbrügge-Westerling gespielt.

## Filmografie (Auswahl)
- 1966: Der Staatsanwalt hat das Wort: Tote Seelen
- 1967: Der Staatsanwalt hat das Wort: Busliesel (TV-Reihe)
- 1970: KLK an PTX – Die Rote Kapelle
- 1979: Hochzeit in Weltzow (Fernsehfilm)
- 1982: Rächer, Retter und Rapiere (Fernsehserie, 3 Folgen)
- 1986: Kalter Engel (TV)
- 1987: Sachsens Glanz und Preußens Gloria (TV-Mehrteiler)
- 1990: Marie Grubbe (TV-Reihe)
- 1990: Die letzte Nacht zum Fürchten
- 1990: Polizeiruf 110: Abgründe (TV-Reihe)
- 1991: Der zerbrochene Krug
- 2003: Portrait einer Schauspielerin
- 2005: Erstes Mal
- 2006: Being Grossmutter
- 2008: Young, beautiful and madly in Love
- 2007: Zwischen Licht und Schatten
- 2007: Das Haus
- 2008–2009: Notruf Hafenkante (TV-Serie)
- 2009: Bazooka Joe II
- 2009: Die Katze
- 2009: Großmütterchen
- 2009: Empire Domino
- 2009: Das Schweigen
- 2009: Beelzebub
- 2009: Kaiser und König
- 2009: Der Doc und die Hexe
- 2009–2012: Das Haus Anubis (TV-Serie, mehrere Folgen)
- 2010: Tatort: Schlafende Hunde (TV-Reihe)
- 2013: Aktenzeichen XY … ungelöst (TV-Serie)
- 2015: Die Neue
- 2016: Für dich bei mir
- 2018: Tatort: Im toten Winkel (TV-Reihe)
- 2022: Die Drei von der Müllabfuhr – (K)eine saubere Sache
- 2025: In die Sonne schauen

## Theater
- 1970: Heinz Hall/Manfred Nitschke: Ein Strom, der Liebe heißt – Regie: Heiner Möbius (Theater der Freundschaft)

## Auszeichnungen
- 2008: Grand Off European Off Film Awards Warsaw – Beste Schauspielerin in dem Film Zwischen Licht und Schatten
- 2009: Newport Filmfestival – Beste Schauspielerin in dem Film Zwischen Licht und Schatten